# آتوس (شهر)
آتوس (به لاتین: Athus) یک منطقهٔ مسکونی در بلژیک است که در اوبانژ واقع شده‌است. آتوس ۷٬۲۲۷ نفر جمعیت دارد و ۲۸۰ متر بالاتر از سطح دریا واقع شده‌است.

آتوس
شهر
Athus - Parc et Messancy au matin (2) .JPG
مهر رسمی آتوس
مهر
Athus در بلژیک AthusAthus واقع شده است
مکان در بلژیک
مختصات: 49 ° 33′48 ″ N 005 ° 50′00 ″ E
کشور بلژیک
استان لوکزامبورگ
شهرداری اوبانژ
ارتفاع 920 فوت (280 متر)
جمعیت
• در کل 7،227
منطقه زمانی UTC + 1
آتوس (آلمانی: Athem ، لوکزامبورگ: Attem ، والون: Atu) شهری و بخش از شهرداری آوبانگ استان لوکزامبورگ در جنوب شرقی بلژیک است. این شهر در جنوب دور کشور ، درست در نزدیکی مرزهای فرانسه و لوکزامبورگ واقع شده است. این شهر فرانسوی است ، اگرچه زبان سنتی آن لوکزامبورگ است. شاعر و رمان نویس Hubert Juin (1926-1926) در آتوس متولد شد.
این شهر در قرن 19 و 20 به دلیل کارخانه فولادسازی که در دهه 1970 بسته شد مشهور بود.
فهرست
1 جغرافیا
2 تاریخچه
2.1 کارخانه های فلزی
3 دموگرافیک
4 حمل و نقل
5 فرهنگ
5.1 موزه
6 دین
7 تصویر
8 مرجع
9 پیوند خارجی
جغرافیا
این شهر با دو مرز احاطه شده است: یکی با فرانسه و دیگری با لوکزامبورگ؛ این شهر در حوالی رودخانه مسنسی و رودخانه چیرس ساخته شده که هر دو شاخه های راست رودخانه میوز هستند. به طور مستقیم در مرز با لوکزامبورگ ، شهر Rodange و شهر Pétange در 1.5 کیلومتری (0.93 مایل) از شرق واقع شده است. از طرف فرانسه ، شهر همجوار اصلی Longwy در Meurthe-et-Moselle است که بیش از 5 کیلومتری جنوب غربی دارد.
آتوس در 200 کیلومتری بروکسل ، 25 نفر از لوکزامبورگ سیتی و 15 دقیقه از آرلون واقع شده است.
تاریخ
هتل دو ویل از شهرداری اووبانژ ، در آتوس قرار دارد
آتوس همیشه مکانی آلمانی بوده است اگرچه اولین ریشه های آن در دوره روم بوده است. این دهکده کوچک تا قرن 17th بود که کارخانه های فولادی در کل منطقه شروع به توسعه کردند. در قرن نوزدهم بود که Athus در این محله و به خصوص در سال 1872 با تأسیس اولین کارخانه فولاد شروع به شهرت نسبتاً مشهور کرد. در همان زمان ، در سال 1878 ، آتوس تا زمان سازماندهی مجدد دهه 1970 ، هنگامی که با کمون های اطراف در هم آمیخته شد تا شهرداری بزرگ شده آوبنگ را در 1 ژانویه 1977 ایجاد کند ، به یک کمون مستقل تبدیل شد. اما سال 1977 سال غم انگیز برای شهر بود. زیرا این کارخانه به دلیل بحران آهن و فولاد در آن لحظه درهای خود را بست. در آن زمان ، شهر در صدر شهرت و تعداد ساکنانش قرار داشت که تقریباً به 7500 نفر رسیده بود. این رویداد به یک بحران اجتماعی و اقتصادی برای شهر و کل منطقه منجر شد که امروز هنوز به طور کامل حل نشده است. اما آتوس هنوز بزرگترین مکان شهرداری آوبانژ است و مهمترین آنها به این دلیل که بسیاری از خدمات هنوز وجود دارد. (شهرستانی ، مدارس اصلی ، ایستگاه های اصلی ایستگاه اتوبوس و ایستگاه قطار ، ایستگاه پلیس یا آتش نشان مثال است.)
صنایع فلزی
ترمینال کانتینر آتوس ، همانطور که از جاده N830 مشاهده می شود
کارخانه های فولادی در آتوس در سال 1872 به عنوان شرکت Société des Hauts Fourneaux d'Athus تاسیس شد ، یک کوره انفجار ساخته شد و در سال 1880 یک کارخانه فولادی ساخته شد. در سال 1882 ، این شرکت Société des Hauts Fourneaux et Aciéries d'Athus شد. تا سال 1914 چهار کوره انفجار وجود داشت ، و در سال 1928 پنج. در سال 1927 با S.A. des Aciéries d'Angleur et des Charbonnages belges de Tilleu ادغام S.A. d´Angleur-Athus را تشکیل داد. در سال 1945 ، این شرکت توسط جان کاکریل ناشناس Société به دست گرفت. تولید ادامه یافت تا اینکه فولادهای آتوس در سال 1973 با Minière et Métallurgique de Rodange (MMR) ادغام شدند. تجدید ساختار در نتیجه بحران فولاد در دوره رکود اقتصادی 1973 تا 1973 منجر به بسته شدن کامل کارخانه در آتوس در اواخر دهه 1970 شد. [1] [2]
سایت کارخانه هم اکنون یک ترمینال کانتینر با راه آهن است که به ظروف از بنادر دریای شمال تا داخل کشور فرانسه ، لوکزامبورگ ، آلمان ، سوئیس و بلژیک می پردازد.
جمعیتی
The Place verte (مربع سبز) ، مکان نخستین بنای مذهبی آتوس ، کلیسایی است که در قرن شانزدهم ساخته شده است.
آتوس در ژانویه 2012 7227 نفر جمعیت داشت.
حمل و نقل
آتوس دارای ایستگاه راه آهن است که آن را به سایر ایستگاه های شبکه راه آهن بلژیک و ایستگاه های لوکزامبورگ و فرانسه وصل می کند. به صورت ساعتی به لوکزامبورگ سیتی و Esch-sur-Alzette برای قسمت لوکزامبورگ و همچنین ساعتی به مسیرهای بلژیک به Arlon ، Libramont و Virton وصل می شود. این مسیر راه آهن میزبان قطارهای باری و همچنین قطارهای مسافری است و چندین سال است که فعالیت دارد.
این شهر فقط در 10 کیلومتری جنوب بزرگراه اروپا E 411 / E42 بین لوکزامبورگ و بروکسل واقع شده است.
فرهنگ
موزه ها
آتوس دارای دو موزه است:
Athus et l'acier (Athus and Steel) که مربوط به تاریخچه کارخانه های فلزی و کارخانه شهر است.
L'Univers des pompiers (fr) (جهان آتش نشان) ، که مربوط به آتش نشانان است.
دین
آتوس کاتولیک است ، گرچه امروزه تعداد بسیار کمی از افراد وجود دارد که به کلیسا می روند. این کلیسا به سنت استفان آن اختصاص دارد